# الطامورة
الطامورة  قرية سوريّة تتبع إداريّاً لمحافظة حلب منطقة جبل سمعان ناحية حريتان، بلغ تعداد سكانها 705 نسمة حسب التعداد السكاني لعام 2004.